# Lori à couronne pourpre
Parvipsitta pusilla
Espèce
Statut de conservation UICN

 LC  : Préoccupation mineure
Statut CITES
Synonymes
- Glossopsitta porphyrocephala

Le Lori à couronne pourpre (Parvipsitta porphyrocephala, syn.Glossopsitta porphyrocephala) est une espèce d'oiseau appartenant à la famille des Psittacidae.

## Description
Cet oiseau ressemble beaucoup au lori à masque rouge mais il a le front et les joues rouges nuancé de jaune orangé, une couronne pourpre et la gorge, la poitrine et le ventre gris bleu ciel. Son bec est noir, ses iris marron et ses pattes grises.
Il s'agit d'un petit lori (16 centimètres de long).

## Répartition
Cet oiseau vit en Australie dans le bush et le mallee du sud de l'Australie depuis Geraldton en Australie occidentale jusqu'à l'est du Victoria. Il se rencontre également dans les zones urbaines.

## Comportement
C'est un animal bruyant, grégaire et toujours en mouvement.